# 原田知世
原田知世（日语：／ Harada Tomoyo，1967年11月28日—），日本知名女歌手、演員，1980年代的超人氣偶像。

## 簡介
知名女星原田貴和子之妹，1982年參加角川电影公司招募新人比赛获得亞軍開始其演藝事業，即刻被譽為最佳影視女新人，於同年推出首張單曲 《對真實的故事感到難過》() 正式全面出道。1983年只有15歲的她演出《穿越時空的少女》大受歡迎並囊獲多項電影新人賞；電影同名歌曲由其主唱，單曲打入公信榜亞軍，銷售達58.7萬張，為原田歌唱生涯中的代表作。和藥師丸博子、渡邊典子一起被稱“角川三人娘”。1984年發行的電影同名歌曲 《離天堂最近的島嶼》（) 成功拿下公信榜冠軍，氣勢一時無兩。1985年更憑著自己主演電影 《早春物語》主題曲首次登上《紅白歌合戰》。於這期間為少數同時電影及歌唱事業都一帆風順的全面偶像藝人。進入1990年代，事業重心轉至音樂，至今仍不時舉行演唱會，間中也接拍電影。2007年加入音樂團體pupa，原田為主音歌手。2017年為慶祝出道35週年推出新單曲《浪漫》()。
原田於2005年和插畫家Ed TSUWAKI結婚，2013年離婚。出道至今單曲總販售有194萬張、專輯銷售達81萬張。

## 演出

### 電影
- 《穿越時空的少女》（1983年）主演 芳山和子
- 《愛情物語》（1984年 )  主演 仲道美帆
- 《天国にいちばん近い島》（1984年）  主演 桂木万里
- 《早春物語》（1985年）  主演 沖野瞳
- 《キャバレー》（1986年）飾 千枝古
- 《黑裙女子（日语：黒いドレスの女）》（1987年）飾 朝吹冽子
- 《帶我去滑雪（日语：私をスキーに連れてって）》（1987年）  主演 池上優
- 《彼女が水着にきがえたら》（1989年）  主演 田中真理子
- 《満月》（1991年）  主演 野平瑪麗
- 《結婚》（1993年）  主演 岩下舞
- 《水の旅人 侍KIDS》（1993年）  飾 村田由紀
- 《スペインからの手紙》（1993年）  飾 田宮奈津子
- 《明天》（1995年）   わたし（友情出演）
- 《傷だらけの天使》（1997年）  飾 立花英子
- 《落下する夕方》（1998年）  主演 坪田梨香
- 《長崎ぶらぶら節》（2000年）  飾 梅次
- 《村之寫真集》（2004年）  飾 高橋紀子
- 《姑獲鳥之夏》（2005年）  飾 久遠寺涼子／梗子
- 《再見COLOR》（2005年）  飾 笈川未知子
- 《停電的夜晚》（2005年）  飾 佐伯静江
- 《紙屋悅子的青春》（2006年）  主演 紙屋悦子
- 《日本自行車小偷》（2006年）  （友情出演）
- 《ムーンライダーズ》 THE MOVIE 「PASSION MANIACS マニアの受難」（2006年）
- 《鄰鎮的戰爭》（2007年）  飾 香西瑞希
- 《東京綠洲（日语：東京オアシス）》（2011年）  飾 菊池
- 《幸福的麵包（日语：しあわせのパン）》（2012年）  主演 水縞理惠
- 《去看小洋蔥媽媽》（2013年） 飾 千惠子
- 《相合傘（日语：あいあい傘 (劇作品)）》（2018年） 飾 松岡玉枝
- 《星之子（日语：星の子）》（2020年） 飾 ちひろの母

### 電視劇
- 《水手服與機關槍》（1982年、富士電視台） 飾 星泉
- 《ねらわれた学園》（1982年、富士電視台） 飾 楠本和美
- 《早春物語》（1986年、TBS） 飾 川口薫（特別演出）
- 《戀物語》（1986年、TBS） 飾 相沢とも子
- 《しあわせ志願》（1988年、NHK） 飾 林田由利子
- 《びいどろで候〜長崎屋夢日記》（1990年、NHK） 飾 お蘭
- 《星の流れに》（1990年、TBS） 飾 加納真里子
- 《琉球之風》（1993年、NHK） 飾 阿紀
- 《秋の一族》（1994年、NHK） 飾 江崎美保
- 《東京卒業》（1996年、TBS） 飾 正木信子
- 《デッサン》（1997年、日本電視台） 飾 麻生沙絵
- 《ストレートニュース》（2000年、日本電視台） 飾 白石紀子
- 《山田風太郎 からくり事件帖-警視庁草紙より-》（2001年、NHK） 飾 小蝶
- 《演技者。14歳の国》（2003年、富士電視台） 飾 ハラダ
- 《末っ子長男姉三人》（2003年、TBS） 飾 柏倉和子
- 《その5分前 「或る夜の出来事」》（2006年、NHK） 飾 サトコ
- 《連續電視小說》（NHK）
  - 《太陽公公》（2011年） 飾 須藤紘子
  - 《一半，藍色。》（2018年） 飾 萩尾和子
- 《紙之月》（2014年、NHK） 飾 梅澤梨花
- 《途中下車》（2014年、NHK） 飾 灰島紗江
- 《三つの月》（2015年10月3日、CBC・TBS） 飾 小坂繭
- 《海に降る》（2015年10月10日 - 11月14日、WOWOW） 飾 天谷直子
- 《運命に、似た恋》（2016年、NHK総合） 飾 桜井香澄
- 《不発弾〜ブラックマネーを操る男〜》（2018年6月10日 - 7月15日、WOWOW） 飾 村田佐知子
- 《轮到你了》（2019年4月 - 9月、日本電視台） 飾 手塚菜奈

### 電視動畫
- 《生徒諸君! 心に緑のネッカチーフを》（1986年、富士電視台） 聲演 北城尚子
- 《小魔女DoReMi》 第4期第40話「どれみと魔女をやめた魔女」（2002年、朝日電視台） 聲演 佐倉未來

### 劇場版動畫
- 《幻魔大戰》（1983年） 聲演 タオ
- 《肯尼亚少年》（1984年） 聲演 ケート
- 《プリンス & プリンセス》（2004年）
- 《你看起來很好吃》（2010年） 聲演 媽媽

### 電視節目
- ウッチャンナンチャンの誰かがやらねば!（1990年4月 - 9月、富士電視台）
- 原田知世 おとぎの森に迷い込む〜スウェーデン光の祭典・ルシア祭〜（2007年、BS日本）
- 原田知世 LIFE & LIVE（2008年、NHK総合・NHK-BS2・NHK-BShi）
- 原田知世ライブ "music & me"（2008年、NHK-BS2・NHK-BShi）
- 原田知世のクロアチア紀行（2008年、BS-i）
- 原田知世 35周年アニバーサリー・ツアー 音楽と私 in 東京 2017（2018年、WOWOW）

### NHK紅白歌合戰出場紀錄
| 年份/屆數                 | 出場次數 | 曲目     | 出演次序 | 對戰歌手 |
| ------------------------- | -------- | -------- | -------- | -------- |
| 1985年（昭和60年）/第36回 | 初       | 早春物語 | 13/20    | 澤田研二 |

### 電台
- ヤングパラダイス（1983年5月 - 1983年9月、日本放送）
- 星空愛ランド（1983年 - 1984年・1986年 - 1987年、日本放送）
- ときめきブレイク（1991年、TBS廣播）
- BAY BRIDGEの休日（1992年 - 1993年、FM橫濱（日语：横浜エフエム放送））
- 原田知世 Euro Cafe（1996年 - 2002年、JFN）
- ナガサキ・ノボス（2002年、FM長崎（日语：エフエム長崎））
- ぼんくら（2005年 - 2006年、日本放送）
- 日暮らし（2006年、日本放送）
- 原田知世の「恋愛小説」〜あの物語の中で逢いましょう〜（2015年4月23日、文化放送）[6]

### 遊戲
- 我的暑假4 瀨戶內少年偵探團「我與秘密地圖」（2009年、Sony PSP） 聲演  橋本小百合

### 舞台劇
- 長腿叔叔（1983年） 飾 吉露莎‧艾伯特（茱迪）
- シレンシオ（2013年7月2日 - 7日、東京芸術劇場プレイハウス / 7月13日、サンケイホールブリーゼ）[7]

## 音樂作品

### 單曲
1. 對真實的故事感到難過（悲しいくらいほんとの話）（1982年7月5日）
2. ときめきのアクシデント（1982年10月21日）
3. 穿越時空的少女（日语：時をかける少女 (曲)）（時をかける少女）（1983年4月21日）[8]
4. ダンデライオン〜遅咲きのたんぽぽ （1983年7月25日）マクドナルドミュージカル『あしながおじさん』主題歌
5. 愛情物語（日语：愛情物語 (原田知世の曲)）（1984年4月25日）
6. 離天堂最近的島嶼（日语：天国にいちばん近い島 (曲)）（天国にいちばん近い島）（1984年10月10日）
7. 早春物語（日语：早春物語 (原田知世の曲)）（1985年7月17日）
8. どうしてますか（1986年3月5日）日本生命CMソング
9. 雨のプラネタリウム（1986年6月21日））トヨタ自動車NEWカローラCMソング
10. 空に抱かれながら（1986年9月21日）トヨタ自動車NEWカローラIIGPターボCMソング
11. 逢えるかもしれない（1987年5月2日）新生鉄道誕生記念キャンペーン「いい町へ いい人へ」大賞受賞作品　新鉄道唱歌
12. 彼と彼女のソネット（1987年7月1日）フランスの歌手、エルザ『哀しみのアダージョ』の日本語カヴァー
13. 太陽になりたい（1988年4月27日）トヨタ・カローラIICMソング
14. Silvy（1990年2月21日）
15. 静かな夜（1991年11月28日）佐藤製薬ストナCMソング
16. T'EN VA PAS（1994年7月21日）フジテレビ『文學ト云フ事』エンディング
17. Attends ou va-t'en（1994年12月16日）
18. あした（1995年9月6日）大林宣彦監督作品『あした』主題歌
19. 100 LOVE-LETTERS（1996年4月19日）スズキアルトエポCMソング
20. 浪漫（日语：ロマンス (原田知世の曲)）（ロマンス）（1997年1月22日）
21. 真誠（日语：シンシア (原田知世の曲)）（シンシア）（1997年7月24日）NTV系列テレビドラマ『デッサン』主題歌
22. 恋をしよう（1998年4月22日）日本テレビ『TVおじゃマンボウ』エンディング
23. 七色の楽園（1998年7月18日）テレビ東京『ワンシーン』主題歌
24. You can jump into the fire（1999年9月22日）
25. Tears of Joy（2001年10月24日）1991年当時リリースのセルフカバー曲
26. 空と糸 -talking on air-（2002年4月24日）NTT DoCoMoケータイ家族物語CMソング
27. 夢で逢えたら（2002年5月22日）與DEEN合唱
28. I could be free（2015年9月9日）
29. 恋愛小説2〜若葉のころ E.P.（2016年9月7日）
30. ロマンス（2017年5月10日）
31. コトバドリ（2019年7月24日）[9]

### 專輯

#### 原創專輯
1. バースデイ・アルバム（1983年11月28日）
2. 撫子純情（1984年11月28日）
3. PAVANE（1985年11月28日）
4. NEXT DOOR（1986年6月28日）
5. Soshite（1986年11月28日）
6. Schmatz （1987年7月29日）
7. Tears of Joy（1990年5月21日）
8. Blue in Blue（1990年11月28日）
9. 彩（1991年5月21日）
10. GARDEN （1992年8月21日）
11. Egg Shell（1995年1月20日）
12. clover （1996年5月17日）
13. I could be free（1997年2月21日）
14. Blue Orange（1998年8月21日）
15. a day of my life（日语：a day of my life）（1999年9月22日）
16. My Pieces（日语：My Pieces）（2002年11月20日）
17. music & me（日语：music & me）（2007年11月28日）
18. eyja（日语：eyja）（2009年10月21日）
19. noon moon（2014年5月7日）[10]
20. バースデイ・アルバム+（2017年8月23日）
21. L'Heure Bleue (ルール・ブルー)（2018年11月28日）
22. Candle Lights（2019年10月16日）

#### 翻唱專輯
1. （1994年2月18日）
2. Summer breeze（2001年6月20日）
3. 戀愛小說（日语：恋愛小説 (原田知世のアルバム)）（2015年3月18日）[11]
4. （2016年5月11日）[12]
5. （2017年7月5日）※セルフカバー
6. （2017年8月23日）※セルフカバー
7. （2020年10月14日）

#### 精選專輯
1. ポシェット（1986年11月1日）
2. Image （1987年5月7日）
3. From T（1987年11月28日）
4. MY FAVORITES（1988年7月21日）
5. シングル・コレクション '82〜'88（1988年9月1日）
6. Flowers（1997年9月18日）
7. GOLDEN J-POP THE BEST（1998年8月21日）
8. 2000 BEST（2000年7月19日）
9. Best Harvest（2001年11月21日）
10. ゴールデン☆ベスト 原田知世 〜As Time Goes On〜（2011年5月25日）

## 改編為中文之作品
| 原曲   | 改編歌手       | 改編歌名   | 改編語言         | 收錄專輯             |
| ------ | -------------- | ---------- | ---------------- | -------------------- |
|        | 林憶蓮         | 第一次約會 | 粵語             | 林憶蓮（1985年）     |
|        | 甄妮           | 你的遲來   | 粵語             | 迷人的五月（1984年） |
|        | 露雲娜         | 重新追求我 | 粵語             | 露雲娜'87（1987年）  |
|        | 張南雁         | 搖擺的愛   | 粵語             | 各走一方（1986年）   |
| 林葉亭 | 愛，放在我心上 | 國語       | Subway（1993年） |                      |
|        | 林憶蓮         | 獨行少女   | 粵語             | 憶蓮（1987年）       |

## 写真集
- To Mo Yo 原田知世写真集（1984年、富士見書房）
- 1985年型 原田知世写真大事典 あいたくて、知世 1984・1985（1985年、富士見書房）
- Tomoyo Harada 1st Concert Tour（1986年、富士見書房）
- 原田知世 マイニット・マイスタイル（1995年、日本ヴォーグ社）

## 獎項
- 1983年：第26回藍絲帶獎 新人獎 - 『穿越時空的少女』
- 1983年：第21回金箭獎（日语：ゴールデン・アロー賞） 新人獎（電影）
- 1983年：第8回報知電影獎 新人獎 - 『穿越時空的少女』
- 1983年：第38回每日電影獎 Sponichi Grand Prix 新人獎 - 『穿越時空的少女』
- 1983年：第7回日本電影學院獎 新人獎 - 『穿越時空的少女』
- 1983年：第5回橫濱電影節 最優秀新人獎 - 『穿越時空的少女』
- 1984年：黃金飛翔獎（日语：エランドール賞） 新人獎
- 1985年：第7回橫濱電影節 最佳女主角 - 『早春物語』
- 1985年：第3回Golden Gross獎（日语：ゴールデングロス賞） 賺錢明星獎
- 1987年：第11回日本電影學院獎 話題獎（演員部門） - 『帶我去滑雪』
- 1987年：第2回高崎電影節（日语：高崎映画祭） 最佳女主角 - 『黑裙女子』『帶我去滑雪』
- 1998年：第11回高崎電影節 最佳女主角 - 『落下する夕方』

## 外部連結
- 官方网站
- FOR LIFE MUSIC ENTERTAINMENT - 原田知世 （页面存档备份，存于）
- 原田知世的MySpace主頁
- 原田知世的X（前Twitter）
- 原田知世的Instagram帳戶